# Stazione di Furuichi (Osaka)
La stazione di Furuichi (古市駅?, Furuichi-eki) è una stazione ferroviaria della città di Habikino, nella prefettura di Osaka, in Giappone. Presso di essa passa la linea Kintetsu Minami-Ōsaka, e ha origine la linea Nagano, e fermano tutti i treni, tranne alcuni espressi limitati che saltano la fermata in certe fasce orarie.

## Linee
Ferrovie Kintetsu
■ Linea Kintetsu Minami-Ōsaka
■ Linea Kintetsu Nagano

## Struttura
La stazione è realizzata in superficie, e dispone di due marciapiedi a isola con quattro binari passanti. I marciapiedi sono collegati al fabbricato viaggiatori da scale fisse, mobili e ascensori.
| 1-2 | ■ Linea Kintetsu Minami-Ōsaka | per Shakudo, Kashiwarajingū-mae, Yoshino e Kawachi-Nagano |
| 1-2 | ■ Linea Kintetsu Nagano       | per Tondabayashi e Kawachinagano                          |
| 3-4 | ■ Linea Kintetsu Minami-Ōsaka | per Fujiidera, Kawachi-Matsubara e Ōsaka-Abenobashi       |

## Stazioni adiacenti
| «                           | Servizio                    | »                           |
| Linea Kintetsu Minami-Osaka | Linea Kintetsu Minami-Osaka | Linea Kintetsu Minami-Osaka |
| --------------------------- | --------------------------- | --------------------------- |
| Dōmyōji                     | Locale                      | Komagatani                  |
| Dōmyōji                     | Semiespresso                | Komagatani                  |
| Ōsaka-Abenobashi            | Espresso sezionale          | Shakudo                     |
| Ōsaka-Abenobashi            | Espresso                    | Shakudo                     |
| Linea Kintetsu Nagano       |                             |                             |
| Dōmyōji                     | Locale                      | Kishi                       |
| Dōmyōji                     | Semiespresso                | Kishi                       |
| Ōsaka-Abenobashi            | Espresso                    | Kishi                       |